# Округ Клинтон (Индијана)
Округ Клинтон (енгл. Clinton County) је округ у америчкој савезној држави Индијана.

## Демографија
По попису из 2010. године број становника је 33.224, што је 642 (-1,9%) становника мање 2000. године.
| Група             | 2000.          | 2010.          |
| Белци             | 31.052 (91,7%) | 28.349 (85,3%) |
| Афроамериканци    | 103 (0,3%)     | 142 (0,4%)     |
| Азијати           | 71 (0,2%)      | 72 (0,2%)      |
| Хиспаноамериканци | 2.478 (7,3%)   | 4.395 (13,2%)  |
| Укупно            | 33.866         | 33.224         |